# تام بیکر
توماس بیکر (انگلیسی: Tom Baker؛ زاده ۲۰ ژانویهٔ ۱۹۳۴) هنرپیشه اهل بریتانیا است. وی از سال ۱۹۶۸ میلادی تاکنون مشغول فعالیت بوده‌است. او بیشتر به خاطر بازی در نقش چهارمین دکتر در مجموعه تلویزیونی علمی تخیلی دکتر هو از سال ۱۹۷۴ تا ۱۹۸۱ شناخته می‌شود.
از فیلم‌ها یا برنامه‌های تلویزیونی که وی در آن نقش داشته‌است، می‌توان به بریتانیای کوچک، نیکلاس و الکساندرا، حکایت‌های کانتربوری، دکتر هو، سرزمین اژدها، سفر طلایی سندباد، صندلی نقره‌ای و فرانکشتاین: داستان واقعی اشاره کرد.